# Sergei Alexandrowitsch Konkow
Sergei Alexandrowitsch Konkow (russisch Сергей Александрович Коньков; * 30. Mai 1982 in Moskau, Russische SFSR) ist ein ehemaliger russischer Eishockeyspieler, der seine gesamte Karriere in Russland verbracht hat und unter anderem 649 Spiele in der Kontinentalen Hockey-Liga (KHL) absolvierte.

## Karriere
Sergei Konkow begann seine Karriere als Eishockeyspieler in seiner Heimatstadt in der Nachwuchsabteilung von HK ZSKA Moskau. Von 1999 bis 2002 spielte er für dessen Profimannschaft in der zweitklassigen Wysschaja Liga und stieg mit seiner Mannschaft in der Saison 2001/02 in die Superliga auf. Anschließend wurden beide Profiabteilungen von ZSKA Moskau wiedervereinigt und der Angreifer begann die Saison 2002/03 für ZSKA in der Superliga. Nach nur zwei absolvierten Spielen verließ er das Team jedoch zu Saisonbeginn und beendete die Spielzeit beim Ligarivalen Molot-Prikamje Perm. Zwischenzeitlich war er beim CHL Import Draft 2001 von den Moncton Wildcats in der zweiten Runde als insgesamt 58. Spieler ausgewählt worden. Er wechselte jedoch nie nach Nordamerika, sondern verbrachte seine gesamte Karriere im heimischen Russland.
Von 2003 bis 2007 stand Konkow beim Superliga-Teilnehmer Neftechimik Nischnekamsk unter Vertrag. Anschließend wechselte er zum Spitzenverein Lokomotive Jaroslawl. Für diesen trat er ab der Saison 2008/09 in der neu gegründeten Kontinentalen Hockey-Liga an. In der KHL-Premierenspielzeit erreichte er mit Lokomotive auf Anhieb das Playoff-Finale um den Gagarin-Pokal, in dem er mit seiner Mannschaft Ak Bars Kasan in der Best-of-Seven-Serie mit 3:4 Siegen unterlag. Auch die Saison 2009/10 begann der ehemalige Nationalspieler in Jaroslawl, stand ab Januar 2010 aber wieder für seinen Ex-Klub Neftechimik Nischnekamsk in der KHL auf dem Eis. 
Im Mai 2011 wurde Konkow für zwei Jahre vom OHK Dynamo verpflichtet, mit dem er zweimal in Folge den Gagarin-Pokal gewann. Im Mai 2013 wechselte er innerhalb der KHL zu Lokomotive Jaroslawl zurück. Weitere Karrierestationen waren Neftechimik Nischnekamsk und der HK Sibir Nowosibirsk, ehe er im Juli 2018 von Admiral Wladiwostok unter Vertrag genommen wurde. Nach einem Jahr in Wladiwostok wechselte der Stürmer zur Saison 2019/20 für eine Spielzeit zum HK Traktor Tscheljabinsk. Anschließend beendete er seine aktive Karriere im Alter von 38 Jahren.

### International
Für Russland nahm Konkow 2007 an der Euro Hockey Tour teil. Bei dieser bereitete er in neun Spielen fünf Tore vor.

## Erfolge und Auszeichnungen
- 2002 Aufstieg in die Superliga mit dem HK ZSKA Moskau
- 2009 Russischer Vizemeister mit Lokomotive Jaroslawl
- 2012 Gagarin-Pokal-Gewinn und Russischer Meister mit dem OHK Dynamo
- 2013 Gagarin-Pokal-Gewinn und Russischer Meister mit dem HK Dynamo Moskau